# IC 4280
IC 4280 — галактика типу Sbc (компактна витягнута спіральна галактика) у сузір'ї Гідра.
Цей об'єкт міститься в оригінальній редакції індексного каталогу.